# 복권 (도박)

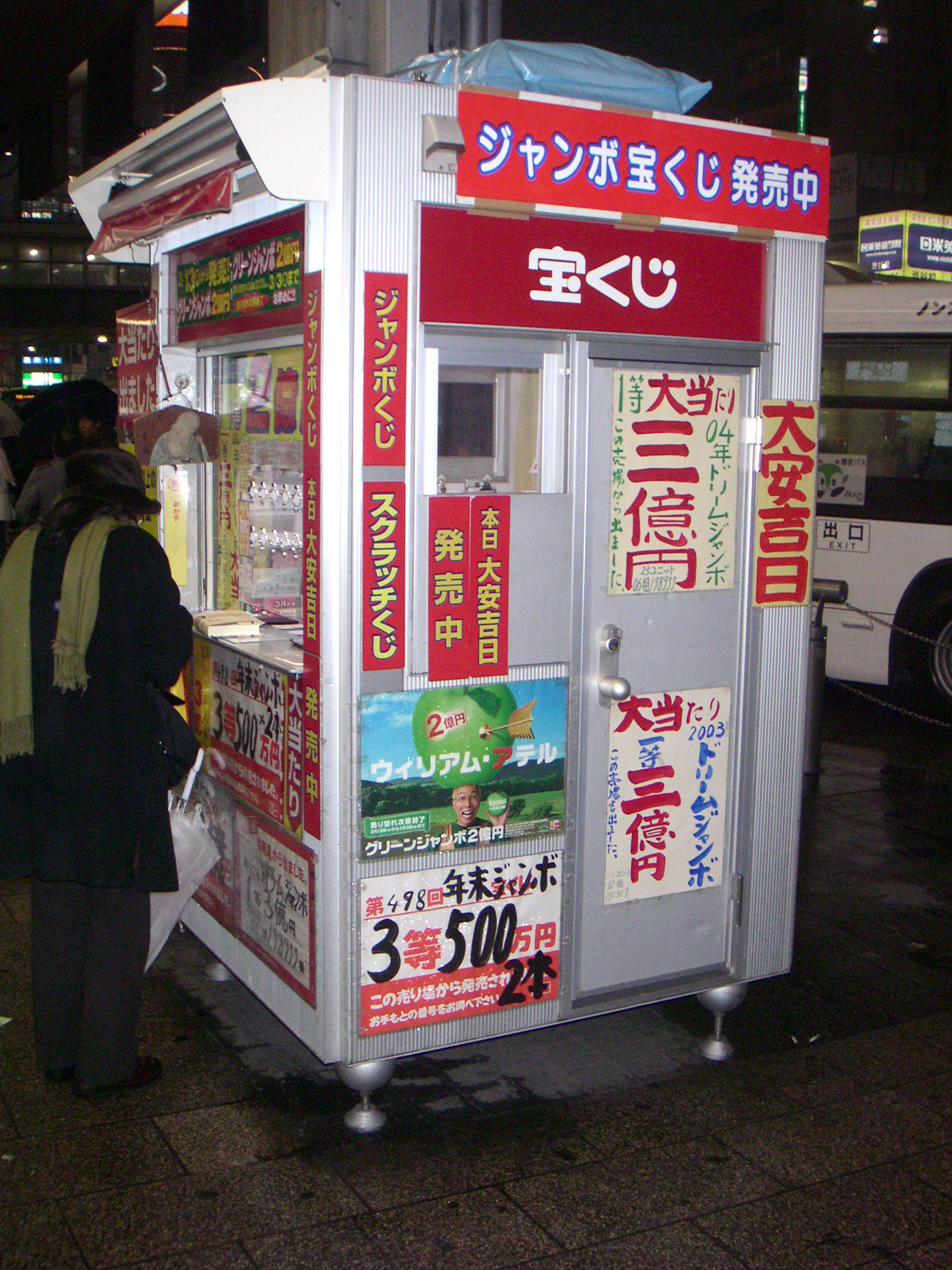
일본 도쿄 시부야의 공공 복권 포장마차.

복권(福券, 영어: lottery)은 돈을 내고 티켓을 구매하게 한 이후 추첨을 하여 당첨자를 뽑는 형식의 게임이다. 복권은 도박과는 성격을 약간 달리하고 있으나 법에 의해 인정된 것으로서는 가장 오랜 역사를 가지고 있으며 고대 로마의 네로황제 등 여러 황제가 황실(皇室)의 경비조달을 위해 복권을 발행하였다. 근세에 들어와서는 이미 15세기부터 유럽의 영주들이 복권을 발행하기 시작하였으며, 영국의 엘리자베스 1세 여왕은 1569년에 복권을 발행하였다. 17세기에는 이미 복권 발행이 보편화되었는데 복권 발행은 교회·학교 등 공공시설의 건설이나 복지·자선사업을 위한다는 명분을 내세웠다. 복권은 일반 대중을 매혹할 만한 상금을 내걸고 일련번호가 붙은 증서를 판매한 후 추첨에 의하여 일정한 번호를 선택하고 선정된 번호의 증서를 매입한 자에게 증서매각자금의 일부를 상금으로 수여하는 것이다. 추첨에서 뽑히지 않는 일련번호의 증서에는 전혀 상환을 하지 않으므로 추첨에서 떨어진 증서는 휴지나 다름이 없다. 그러나 발행자의 입장에서는 상금을 공제한 증서매각자금을 발행 목적에 이용할 수 있어 비교적 손쉬운 재원염출 방법이며 현상금이 크면 클수록 증서판매의 유인(誘因)이 큰 것은 말할 것도 없다. 하버드 대학 기숙사 건축비가 복권발행으로 조달되었으며, 2차대전 중에는 구 소련에서도 전비(戰費)를 충당키 위해 복권을 발행하였다.복권 발행은 사행심을 너무 노골적으로 조장하며 복권 매입자가 저소득층이어서 빈한한 자의 돈을 갈취한다는 비난을 받을 뿐 아니라 번호추첨의 조작 등 스캔들이 많아 대부분의 국가는 복권 발행을 통제하거나 중지하고 있다.
한국에서는 주택복권이 성황을 누려왔는데, 올림픽을 전후로 '올림픽 복권'으로 개칭되었다가 다시 주택복권이라 하였다. 1990년에는 체육복권과 세계박람회 조직위원회에서 발행한 엑스포 복권이 즉석복권으로 흥미를 끌었다.

## 개요
복권이란 번호를 기입하였거나 어떤 표시를 해 놓은 표(票)를 팔아서 뽑게 하여 일정한 번호가 맞은 표에 대하여 표의 값보다 훨씬 많은 상금을 주는 것으로 제비뽑기에서 변화한 넓은 의미의 추첨에 의해서 승자(勝者, 當籤者)를 정하는 내기를 말한다. 복권의 그 기원은 확실하지는 않으나 고대 로마의 시저(BC 102-BC 44：로마의 무장)나 네로(37-68, 로마황제)의 시대에 이미 모금의 방법으로서 복권이 팔리고 있었다고 전하여지고 있다. 기록에 남아 있는 것은 1530년에 이탈리아의 피렌체와 제노바에서 판매된 것이 최초이다. 그 뒤에 이어서 1569년에 영국의 아일랜드에서 팔렸고, 16세기 후반부터 17세기에 걸쳐 세계각국에서 유행하여, 세계적인 복권(추첨)의 전성시대가 출현된 것이다. 토틀리제이터 시스템이 발명되기까지에는 갬블에 의한 자금의 조달에는 전적으로 이 복권이 이용되어 왔다. 더욱이 국가가 직접적으로 팔거나, 특별히 국가가 인정한 단체가 판매하는 것이어서 개인이 복권을 판매하는 것은 어느 나라에서나 엄금한다. 다른 갬블에 비해서 복권의 특색의 하나는 복권은 1회의 추첨에 참가자가 아주 많지 않으면 안 된다는 것이다. 복권의 내기로서의 흥미는 당선되면 많은 액수의 상금을 탈 수 있는 꿈이 있다는 점이다. 대한민국의 주택복권(住宅福券)이 1장에 500원이며 1등 당선의 상금이 1억 5천만원으로 되어 있는 것은 세계수준으로 본다면 많은 것이라고는 할 수 없다. 여하튼 이 최고상금액은 점점 더 많아지는 경향에 놓여 있다. 그러나 복권은 특별한 목적을 위한 자금모집을 목적으로 해서 판매되고 있다. 복권을 사는 사람들의 꿈을 채워주고 또한 되도록 많은 자금을 조달하려면 참가자가 많아야 된다는 것이 절대적인 조건이 되어 있는 것이다. 복권의 제2의 특색은 갬블에 뒤따르기 쉬운 폐해가 적다는 것이다. 18세기부터 19세기에 걸쳐서 거의 모든 나라들이 그 폐해를 이유로 내세워 복권을 금지했었다. 물론 복권에도 폐해가 전연 없다고는 할 수 없다. 그러나 복권에서는 어떤 복권이 당첨될 것인가를 판단하는 근거가 거의 없고 희망하는 번호의 복권을 사려고 생각해도 살 수가 없는 것이 보통이다. 그렇기 때문에 여기에서는 아무리 꿈이 크더라도 다액의 돈을 거는 사람은 없는 것이다. 다른 노름에서와 같은 폐해는 별로 없다. 복권(추첨)도 상금의 액수와 그 분배의 방법이나 추첨방법이 여러 가지로 강구되어 영국이나 아일랜드에서 처음으로 판매된 경마와 관련된 복권과 호주에서 처음으로 판매된 계단식 복권 등이 있다. 오늘날 가장 진보된 복권은 이탈리아에서 시작된 롯트식(式)이라고 말하는 것으로서 사전에 발표되어 있는 숫자(50-90종) 가운데서 5개나 6개를 자유로 뽑아서 투표하는 방법으로, 유럽에서는 이 방법을 채용하고 있는 나라가 적지 않다. 우리가 주택복권에 대해서 "사면 500원을 손해보고 사지 않으면 1억 5천만원을 손해 본다"고 하는 이야기는 아주 재미있는 이야기로서 복권의 특색을 나타내는 말이라 할 수 있다. 긁기 복권을 사서 운 좋으면 1억이 나오거나 자동차소비권이 나온다. 평균적으로는 몇천원밖에 나오지 않는다.

## 같이 보기
- 운
- 확률